# Witburga (Heilige)
Witburga (auch Vitburga, Withburga, Widburga, Wicburgis, Witeburga genannt) (* vor 655; † 743 in Dereham) war eine ostanglische Äbtissin, Heilige und Prinzessin.

## Leben
Ihr Vater war der ostanglische König Anna. Sie hatte noch vier weitere heiliggesprochene Schwestern namens Ethellburga, Ethelreda, Sexburga und eine Stiefschwester namens Sæthryth. Bald nach ihrer Geburt zog sie an den Küstenort Holkham in Norfolk. Nach dem Tode ihres Vaters begründete sie eine christliche Gemeinschaft und errichtete für diese Kongregation das Frauenkloster und die Kirche von Dereham.
Sie starb im Jahre 743 in Dereham und wurde zunächst auch dort begraben.

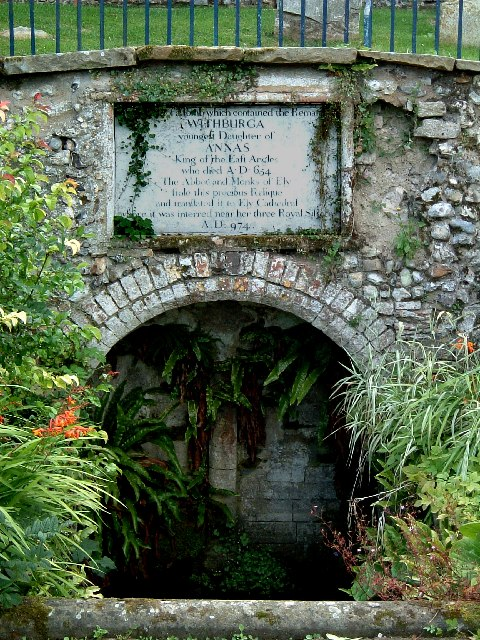
Witburgaquelle im Jahre 2003

## Legende
Einer Legende zufolge zähmte und molk sie Hirschkühe, womit sie die Arbeiter während des Baus der Klosteranlage versorgte. Einen Räuber, der die Kühe rauben wollte, schlug sie in die Flucht. Auf der Flucht fiel er vom Pferd und verstarb. 55 Jahre nach ihrem Tod wurde ihr unversehrter Körper in die von ihr erbaute Klosterkirche umgebettet.
Im Jahre 974 stahl Brinoth, der Abt von Ely den Leichnam nach einem gemeinsamen Fest mit den Bewohnern von Dereham. Trotz einer Verfolgung konnten die Räuber, durch die Sümpfe entkommen und Witburga in Ely beerdigen. An der Stelle ihres verwüsteten Grabes entsprang aber kurz nach dem Frevel eine Quelle. Die Pilger besuchten weiterhin, anstatt des Grabes von Witburga die Quelle in der Kirche von Dereham und tranken auch das Wasser davon. Als man im Jahre 1106 in Ely ihren Leichnam exhumierte, fand man ihn wiederum unverwest.